# ロータス・カーズ
ロータス・カーズ（Lotus Cars Ltd.）は、イギリス・ノーフォークを拠点とするスポーツカーメーカーである。長らくライトウェイトスポーツを主力モデルとしていたが、中国の吉利傘下となってからは路線を大幅に変更しスポーツEV主体のメーカーに変貌している。
会社組織の本体はグループ・ロータス（Group Lotus plc）であり、乗用車の製造・販売を行うロータス・カーズ（Lotus Cars Ltd.）、またその傘下に自動車技術に関するコンサルタント業を行うロータス・エンジニアリング（Lotus Engineering）部門がある。
1996年以降、マレーシアの国有自動車会社プロトンの子会社となり、2017年5月に浙江吉利控股集団がロータス・カーズの株式の51%を取得した。

## 沿革

### 創業まで
1947年、当時ロンドン大学の学生であったコーリン・チャップマンは副業として中古車販売業を営んでおり、そこであまりに旧式なため売れ残った1928年型オースチン・7（セブン） を自分用のレーシングカーに改造することを思いついた。
彼は事業パートナーであったコーリン・デア、ディレック・ウェットン、そしてガールフレンドであったヘイゼル・ウィリアムズらとともに旧式のシャシを初めとする大部分を作り直し別の車と言ってよいほどの大幅な改造を施した。この作業はロンドンのミューセル・ヒルにあったウィリアムズの実家のガレージで行われたという。
完成した車は別の車として登録 され、翌1948年にはマイナーレースに参戦する。しかしチャップマンはこの車のベースとなったオースチン・7のエンジンパワーでは本格的なレースに参戦するのは不充分と考えており、すぐにより強力なフォード製「フォード8」エンジンを搭載した次モデルの構想に着手する。この次期モデルは「ロータス」と名付けられ、1949年に完成した。これが最初にロータスと呼ばれた車である。

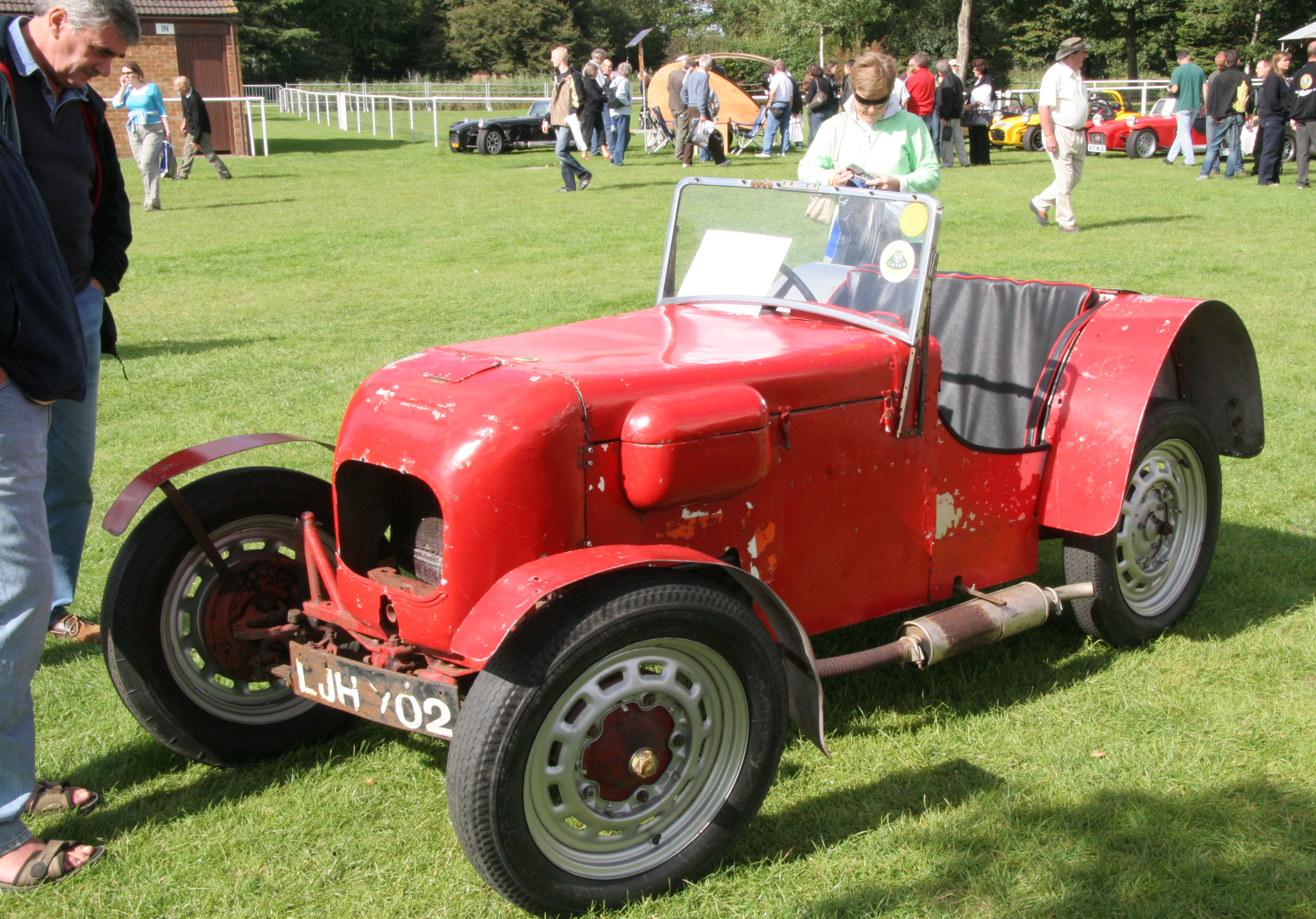
マーク2

ロータスはチャップマンが完成させた2番目の車であることからマーク2と呼ばれ、それに伴って最初の車はマーク1と呼ばれることになった。マーク2は完成してすぐさらに強力な「フォード10」エンジンへと換装され、レースに参戦するのは翌1950年からとなった。マーク2は高い戦闘力を発揮し、チャップマンとヘイゼルの手で総合優勝4回、クラス優勝4回と好成績を挙げる。特に同年6月3日にシルバーストン・サーキットで開催されたエイトクラブ主催のレースでは、現在のF1マシンに当たるグランプリレーサーのブガッティ・タイプ37と競り合い、優勝してしまう。
相手が型落ち のGPレーサーとはいえ、無名のガレージ作成のレーシングカーが勝利したことは驚異であり、チャップマンは大いに注目されることとなる。マーク2は初の顧客となるマイク・ローソンに売却され、その後も好成績を挙げた。
チャップマンはより本格的なレーシングカーの開発に着手し、新たな協力者としてマイケルとナイジェルのアレン兄弟を迎え、彼らが所有していた郊外のガレージで販売を目的としたレーシングカー、マーク3、マーク4を完成させる。特にマーク3は当時のイギリスで人気のあったフォーミュラ750カテゴリで無類の強さを発揮し、ロータスの名は着実に高まっていった。本格的なレーシングカー製造販売を目指していたチャップマンは、マーク3の成功により、いよいよ市販モデルの構想に着手する。
それまでのワンオフに近いモデルとは異なり、最初から量産を想定したモデルはマーク6と呼ばれ、その実現のためチャップマンはマイケル・アレンとともに1952年1月1日、ロンドンのホーンジー、トテナム通りにロータス・エンジニアリングを設立した。

### レーシングカー製造販売

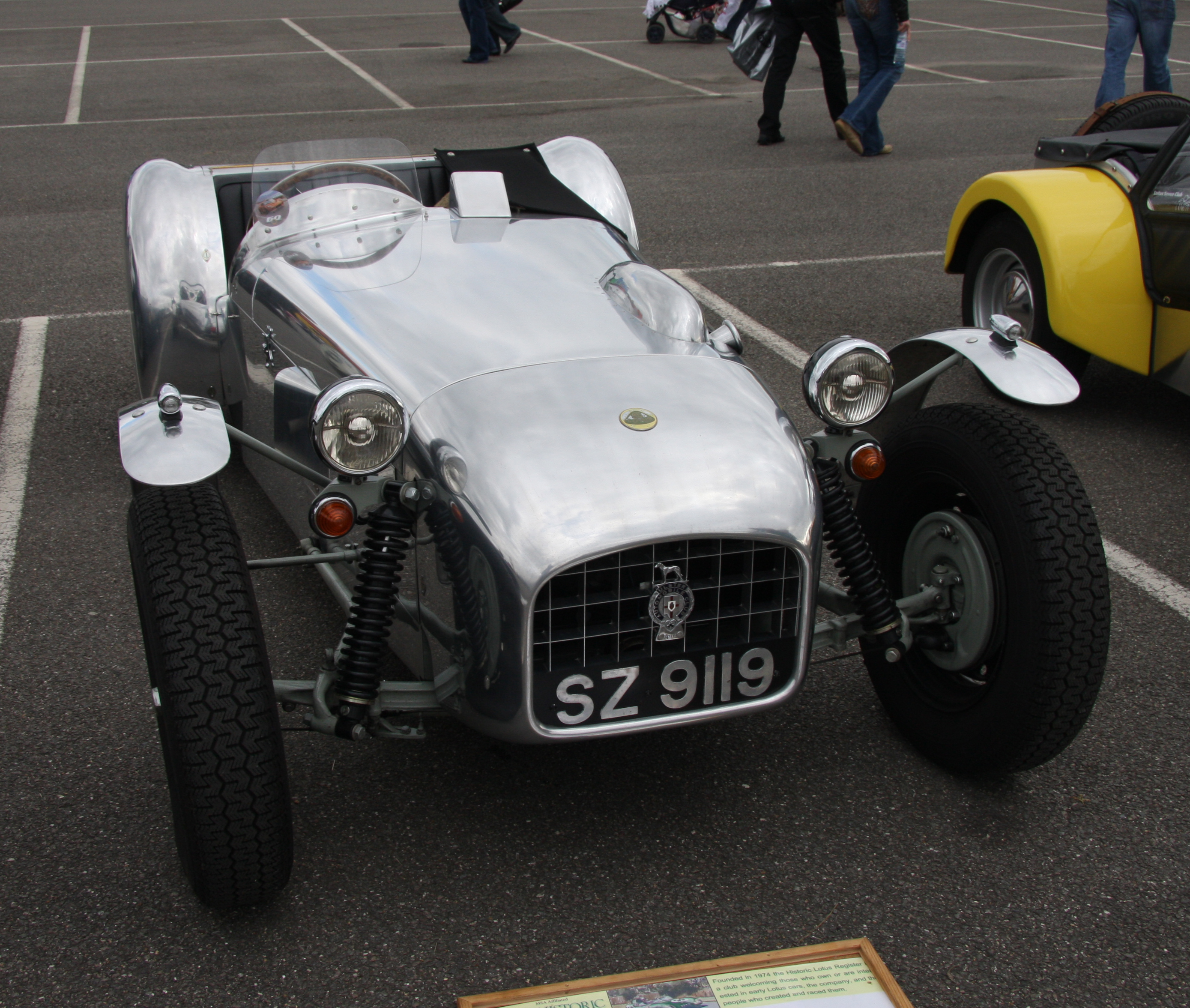
ロータス マーク6

マーク6はそれまでの市販車ベースの改造ではなく、専用設計されたシャシを持つ最初のロータスとなった。プロトタイプは順調に完成し、テストを兼ねて1952年7月からレースにエントリーするが、その年の8月アレンが公道で運転中にクラッシュ、これがきっかけとなりアレン兄弟はロータスを離れることになった。
創業メンバーの半数を失い、スタート間もないロータスは危機を迎えるが、チャップマンとその婚約者であるヘイゼルを取締役とし、そしてエンジニアとして新たにマイク・コスティン を迎え1954年1月1日に株式会社として再出発することとなる。マイク・コスティンは生産技術者として非凡な才能を発揮し、生産型マーク6はその年の前半には顧客に渡された。
元々レーシングカーであるマーク6は様々なエンジンを搭載することを前提としており、また基本コンポーネントに様々なオプションを組み合わせる形でキットフォームとして販売された。軽量なスペースフレームを持つマーク6はその高性能とは裏腹に、同レベルのライバル車に比べて安価であり、プライベートレーサー達に好評をもって受け入れられた。マーク6は1955年まで製造され、100台から110台が出荷されたが、その間ロータスの工場はほぼフル生産であったという。
マーク6の成功で充分な資金を調達できたロータスは、マーク6を元に、より軽いシャシ、より洗練されたボディを持つ新しいレーシングカーの開発に着手する。本格的に空力を考慮したボディは、マイク・コスティンの兄であるフランク・コスティンの手によって開発された。この後コスティン兄弟は開発、生産エンジニアとして創成期のロータスを支えることとなる。

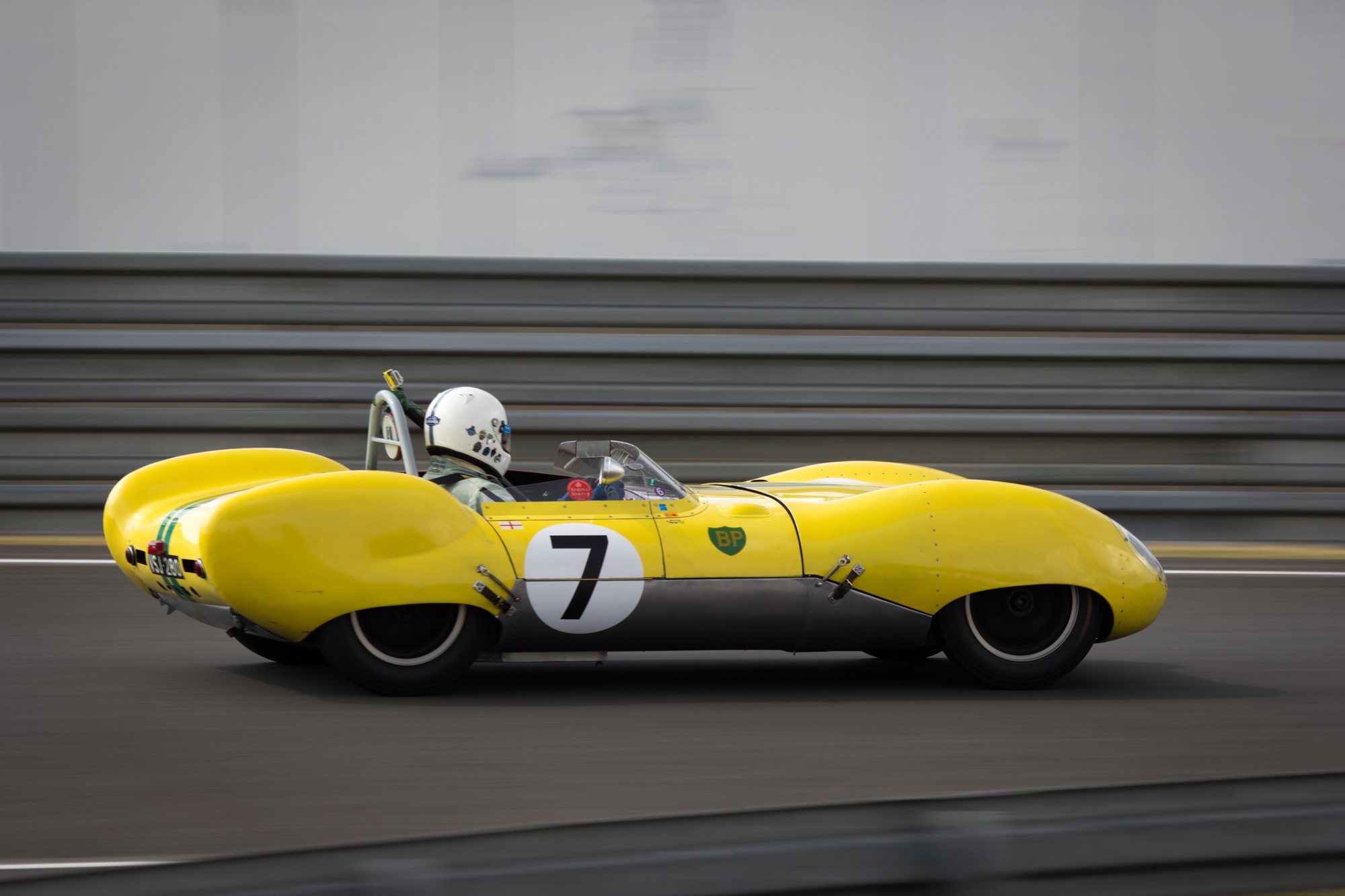
ロータス11 ル・マン(1957)

マーク8と呼ばれるこのモデルは1954年4月には完成、そのシーズンのレースにエントリーしている。1955年、ロータスはマーク6の成功によって自動車製造販売組合に加入し、正式に自動車メーカーとして認知された。これにより同年のアールズ・コート・モーターショーに出品が認められ、ロータスはこのショーにマーク8の発展型、マーク9のベアシャシを出品する。マーク9はその後、発展系としてマーク10そしてイレブンまで開発される。イレブンは1956年のシリーズ1、1957年のシリーズ2と総計して270台が製造された。

### GP参戦と市販車開発

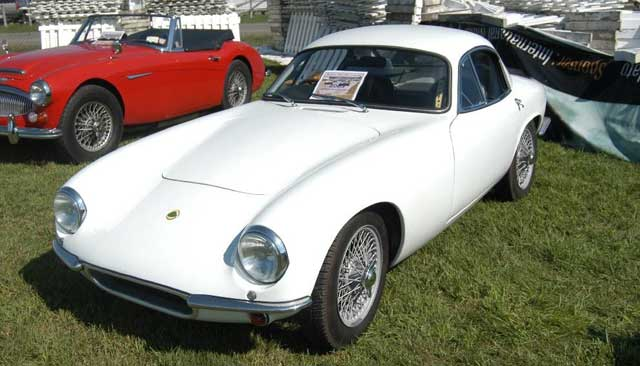
タイプ14（エリート）

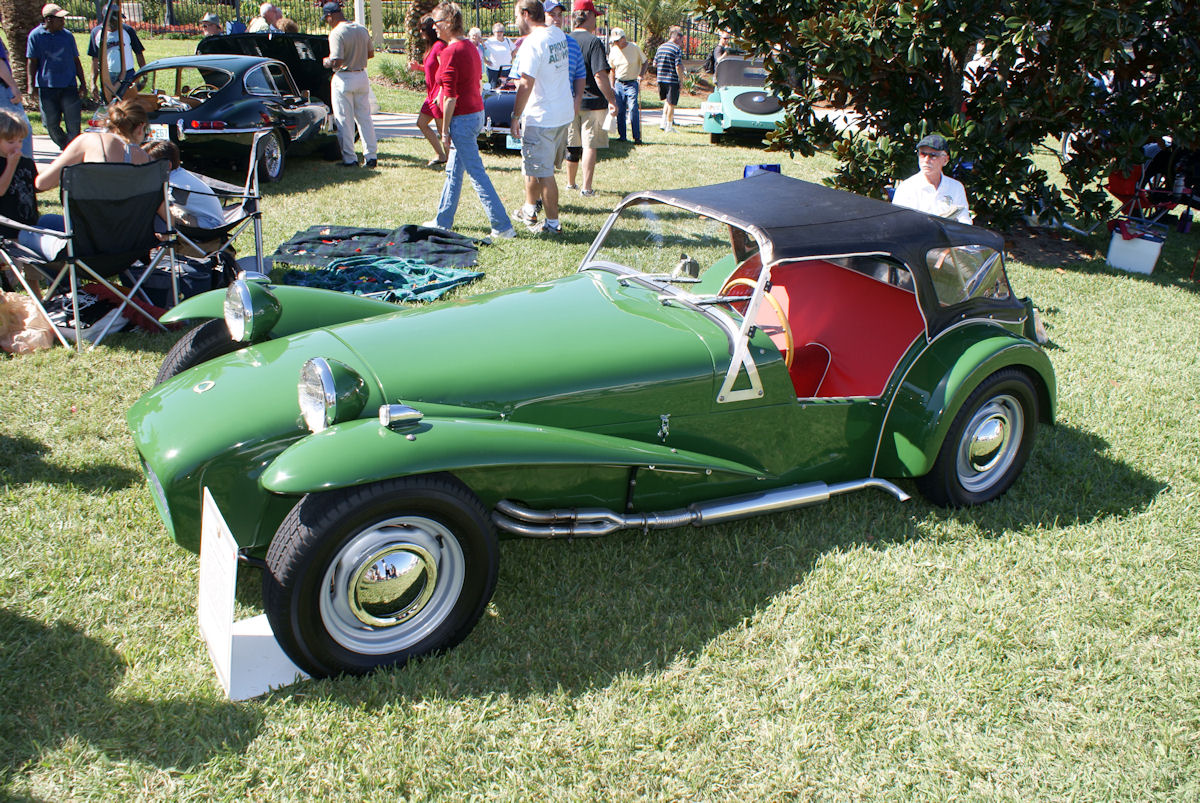
ロータス・セブン1961

イレブンまでのレーシングカー販売によって充分な資金を調達したロータスは、次のステップである国際格式レースへ参戦と本格的な市販車の製造販売に歩みを進める。そして1957年10月のアールズ・コート・モータショーにて市販スポーツカーのセブン、ロータス初のクーペボディを持つタイプ14エリート、そしてフォーミュラ2レーシングカーのタイプ12を同時に発表、2つの目標を公に発表する。
タイプ12はGP参戦までを視野に入れた本格的シングルシータレーシングカーであり、ロータス・カーズはそれまでチャップマンらのクラブチーム的存在であったチーム・ロータスを本格的なワークス・チームとして再編し、1957年から国際格式として開催されたフォーミュラ2へ参戦、そして翌1958年5月のモナコグランプリでチーム・ロータスはついにGPへと参戦する。
一方、タイプ14エリートはFRPフルモノコックフレーム（日本のフジキャビンに続き史上2番目のFRPモノコック市販車）とタイプ12ゆずりの前後サスペンション、世界最速の消防ポンプと詠われたエンジン、コヴェントリー・クライマックス製FWA型 を搭載する高級GTとして発表、市販がアナウンスされると同時に驚愕と絶賛の声を浴びる。そしてマーク6のデザインを受け継ぐ安価な量産スポーツカーとしてセブンも従来の顧客層から好評をもって受け入れられた。

### ファクトリー移転とグループの再編
ロータスは同時に3種のニューモデルに着手したこともあり、エリートの開発だけでホーンジーでは手狭となってしまい、機密保持の目的もあってロンドン側のエドモントンに新たなデザイン拠点を構える。しかしホーンジー、エドモントンともに本格的な量産車の製造工場としてはキャパシティが不足していることは明白であった。
チャップマンは当初ホーンジー近辺に工場を構えようと考えていたが、イギリスにおける法律上の規制から諦めざるをえず、代わりにハートフォードシャーのチェスハントに生産開発の拠点を移すことになる。この移転とほぼ同時、量産車の開発生産を受け持つ「ロータス・カーズ」、レーシングカーの開発生産を受け持つ「ロータス・コンポーネンツ」、そして全体を統括する「ロータス・エンジニアリング」とグループ体制に再編される。

### GP勝利と財政危機

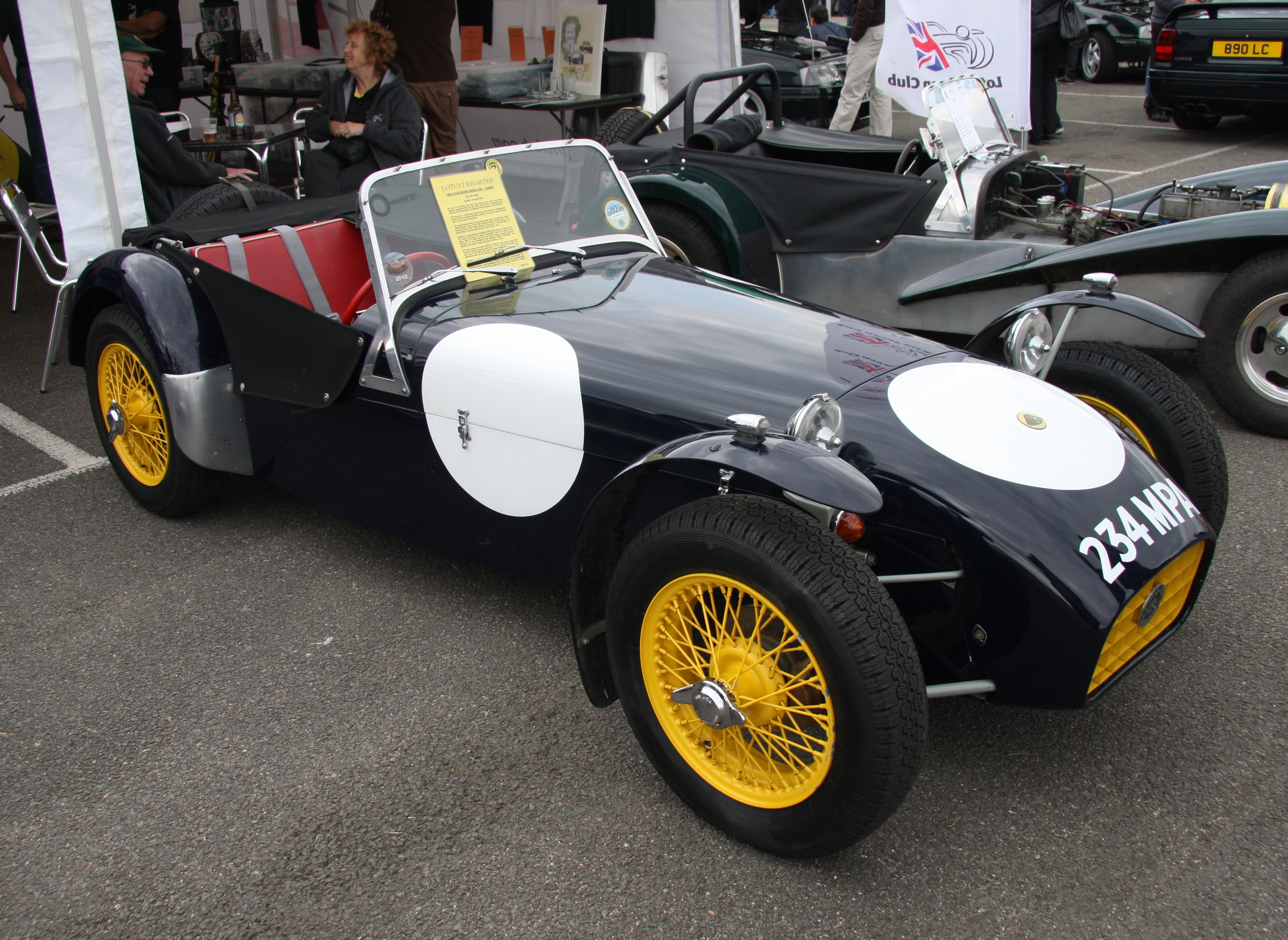
セブン

セブンは1958年の春より、エリートは多少開発を手間取りはしたものの、12月にはリリースが開始された。レーシングカーではタイプ12の後継であるタイプ16を経て、新たにミッドシップレイアウトを導入したタイプ18が名門チームであるロブ・ウォーカー・レーシングチームに販売され、1960年5月29日、スターリング・モスの手によって記念すべきGP初勝利を達成する。
順風満帆に見えたロータスグループであったが、実際には経営状況が悪化の一途をたどっていた。GPマシンの開発とGP参戦は、それまでとは桁の違う費用が必要とされ、ロータスの財政を圧迫した。一方で、収入をまかなうはずのセブンとエリートの利益は、決して充分なものではなかったのである。
クラブマン向けレーサーであったセブンは安価ゆえに人気となったが、シャシ生産に多くのハンドワーク工程を必要とし、そのシンプルさとは裏腹に高コストな商品で、利益は限られていた。一方高級GTとして販売され、高い利益をもたらすはずであったエリートは、注文こそ順調であったが、複雑で類をみない製造工程で思うように生産台数を伸ばせず、さらにFRPモノコックとレーシングカーのサスペンションはともに信頼性に乏しく、ロータスはクレーム対応に追われ、さらに利益率は低下した。1959年の時点では、エリートは販売するたびに利益どころか赤字になるような状態であった。

### エランの成功

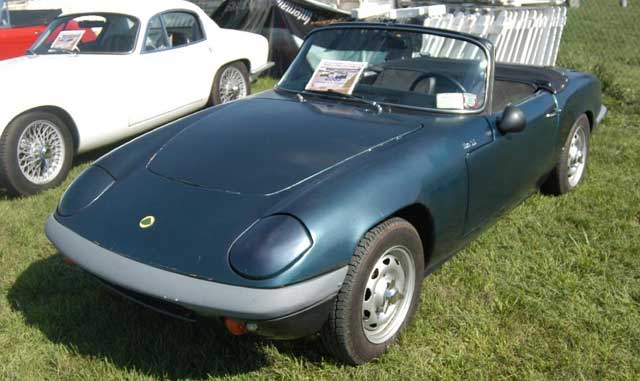
タイプ26（エラン）

ロータス・カーズは確実に利益をもたらす商品を一刻も早く開発する必要に迫られた。このような状況下、新たに市販モデルのエンジニアとしてロータスに入ったロン・ヒックマンにより、タイプ26エランが生み出される。
当初ロータス・カーズはセブンの置き換えを想定しており、その新型スポーツカーとエリートとのラインナップを予定していたのである。シャシデザインもエリートのFRPモノコックの流用を予定していたが、開発を急ぐ必要があったこと、エリートでのトラブル状況から断念を余儀なくされた。
ヒックマンはFRPフルモノコックに変わる新しいシャシデザインとして、プレス鋼板を溶接によって組み立てたバックボーンフレームにエンジン、トランスミッション、サスペンションなどの主要ASSYをレイアウトし、それらの応力を負担しないFRPのボディをかぶせるデザインを考案した。
バックボーンフレームシャシは、セブンのスペースフレームに比較して圧倒的に製作時間を短縮でき、なによりも精度を容易に確保することができた。この生産性の向上こそ、この時ロータス・カーズに最も求められていた要素である。バックボーンフレームの採用により開発は順調に進み、本格的な開発開始からわずか2年後の1962年には量産がスタートしている。
1962年のアールズ・コート・モーターショーに出品されたエランは、完成車で1,495ポンド、キットカーフォームで1,095ポンドと発表され、そのセブン並の価格は大いに話題となり、オーダーは順調に延びていった。エランはシリーズ4まで発展し、1973年まで12年に渡って販売され、総数12,000台以上がデリバリーされた。
エランで確立したバックボーンシャシデザインは、この後35年に渡って全ロータスプロダクションモデルの基本デザインとして採用されることになる。
エランは北米にも多数が輸出され、ロータスは国際的に認知度を高めた。また、その生産性の高さは製造コストを抑え、安定した利益をロータスにもたらした。

### コーティナの成功と新たなビジネス

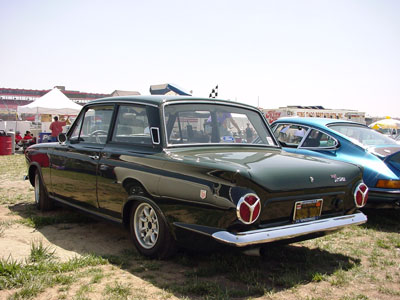
タイプ28（コーティナ・ロータス）

エリートの商業的失敗は大きく、ロータスの財政的回復はまだ充分とは言えなかったが、この危機をロータスはまったく新しいビジネスにより克服する。
1960年の前半、アメリカのフォードはモータースポーツによる企業イメージの向上を目的として、当時隆盛であったサルーンカーレースに参戦することを計画していた。しかし、自社で充分なノウハウを持ち合わせていなかったフォードは、自社の車をベースに大幅なチューンを施したレース用の専用モデルの開発と生産をロータスに依頼したのである。
ベースとなる車両にはコンサル・コーティナが選ばれ、その高性能バージョンであるコーティナGTをさらにチューンし、1,000台の生産規定台数で所得できた、当時のFIAグループ2のホモロゲーションを受けるプランがスタートした。
最終的にロータスはコーティナのチューンはもちろん、レーシングバージョンの開発、さらにはプロダクションモデルの生産までを請け負ったのである。
正式にロータスのナンバー、タイプ28が与えられたコーティナ・ロータス はチェスハントの工場で組み立てが行われ、1966年までの3年間で2,800台あまりをラインアウトさせた。コーティナ・ロータスは、当初の目的であったレースでも実力をいかんなく発揮し、そのおとなしいサルーンの外観に似つかわしくない高性能ぶりから、「羊の皮を着た（または被った）狼」と例えられた。
この成功は、実質的にエランしか収入源がなかったロータスに大きな財政的安定をもたらし、「レーシングエンジニアリングのコンサルタント」という新たなビジネスをも開拓したのである。またレースフィールドに留まらず、あらゆる分野におけるエンジニアリングコンサルティングというロータスの3番目のビジネスを後に確立する礎ともなった。

### GP制覇とヨーロッパ発売

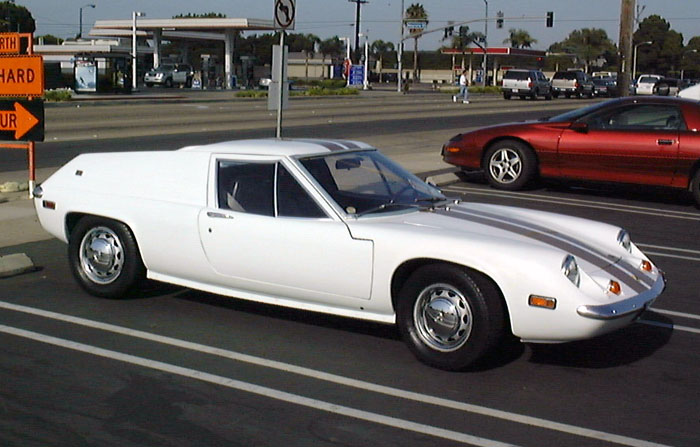
タイプ54（ヨーロッパS2）

エランとコーティナ・ロータスの成功により経済的な余裕を得たロータスは、GPにおいても快進撃を見せる。初参戦から5年後の1963年、革新的な軽量モノコックシャシを採用したタイプ25と名手ジム・クラークを擁してコンストラクタ・タイトルを獲得。その後、インディ500を制覇し、コスワースと組んで名基DFVエンジンを開発するなど、モータースポーツ界を象徴する名門チームのひとつに成長した。
1966年、ロータスは自身が本格的にGPに持ち込み、その後レーシングフィールドではセオリーとして定着しつつあった、ミッドシップレイアウトを採用した量産スポーツカーを発表した。イギリス以外のヨーロッパ大陸をメインターゲットとして、当初左ハンドル仕様のみとされたタイプ46ヨーロッパは、かつてのセブン同様、レーシングカーの技術をロードカーに持ち込んだ安価なスポーツカーというコンセプトの元に開発された。
ヨーロッパはヨーロッパ大陸と北米をメインターゲットとして、エランで成し遂げられなかったセブンの後継モデルとして位置づけがなされたのである。軽量で優れたハンドリングを発揮したヨーロッパは人気を博し、1968年からのシリーズ2ではイギリス国内向けの右ハンドルもデリバリーが開始された。

### GT構想の復活
ヨーロッパのデビューに先立つ1965年、ロータス・カーズはモーターショーに、エランのシャシをストレッチしてクーペボディを架装した2+2のショーモデルを発表、委託生産のコーティナ以外は全て2シーターモデルのみであったロータスにとって、初の4シーターモデルであった。
メティエと呼ばれたこのプロトタイプは2年の開発期間を経て、1967年、タイプ50エラン+2として発売された。エリートの商業的失敗により途絶えていたGTを、エランのシャシをベースに復活させ、新たな顧客層をも開拓したのである。エラン+2はエランよりも長く1974年まで生産され、約5,000台がデリバリーされた。

### ヘセルウイッチ移転の成功
ヨーロッパ、エラン、エラン+2と、小規模ながらラインナップを整備したロータス・カーズは、生産台数の増加からチェスハントの工場では手狭となり、新たな根拠地を求めることになる。
チャップマンの目に止まったのはノーフォーク、ヘセルノリッチで、第二次世界大戦時に使用されていたイギリス空軍の飛行場であった。ロータスは飛行場跡の半分を譲り受け、滑走路と周辺路をテストコースとして流用し、新たな設備を整備した。
そして1966年、工場、チーム・ロータスを含む、ロータスの全ての機能をチェスハント、ホーンジーからヘセルウイッチに移転させる。この移転においてロータスは、スタッフの喪失を極力抑え、半数以上を連れて行くことに成功した。これは、100km以上離れた地に全面移転するようなケースでは記録的と言われている。また移転に先立ってフォードからデニス・オースチンをマネージャーとして迎え、彼をチーフとして周到な計画と準備が進められた。その結果、週末に実施された全面移転の後、ヘセル工場で組み立てられた最初の車両が工場を出たのは次の月曜日であったと言われている。新たな根拠地を得て、生産力、開発力を高めたロータス・カーズは順調に業績を延ばし、1968年には株式公開を果たした。名実ともに自動車メーカーとして認められたのである。

### チャップマン時代の終焉

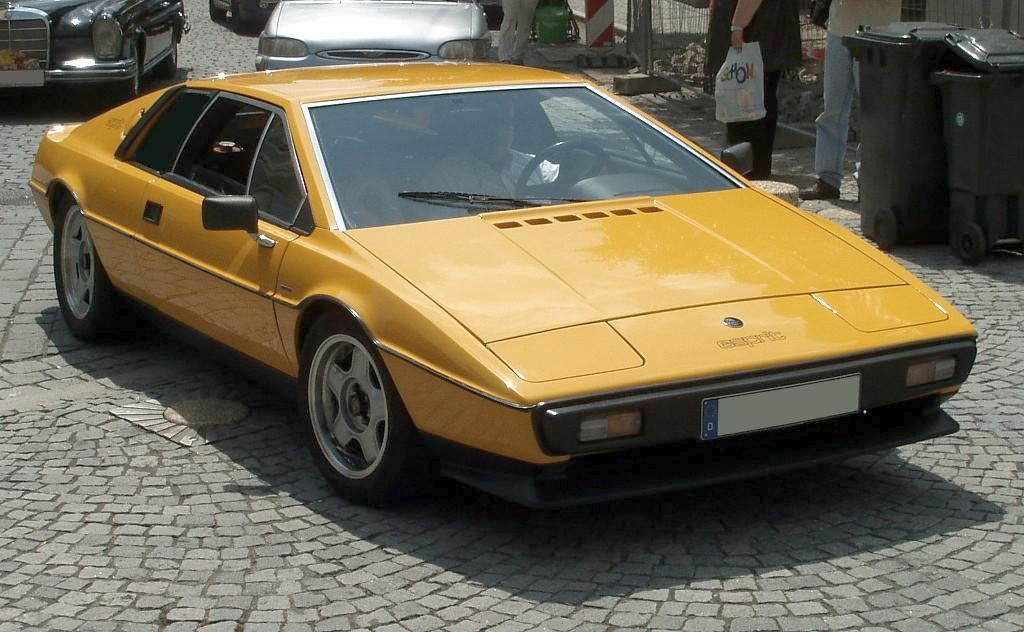
タイプ79（エスプリ）

1970年代後半に入ると、タイプ75エリート、タイプ76エクラ、タイプ79エスプリの3Eと呼ばれるモデルを中心に、従来とは異なる高級路線をとる。
技術協力では1972年発表のジェンセン・ヒーレー用のエンジン開発、グループ4ホモロゲーションモデルのタルボット・サンビーム・ロータスの開発、デロリアン・DMC-12の開発、セリカXXの開発協力や、ランドクルーザーとハイラックスサーフ用ハードトップの真空成形FRPに関する技術供与を行う。特にトヨタとは資本関係を持ち、チャップマン自らセリカXXのテレビCM（1981年頃）に出演していた。
しかし、チャップマンは1982年の末に心臓発作でこの世を去ってしまう。デロリアンの生産立ち上げに難航し、英国政府との板挟みとなったことが大きいと言われている。

### オーナーの交代
1982年にチャップマンが54歳で急逝した後は経営難が深刻化し、経営はチャップマン家から事業家のデビッド・ウィッケンスに移った。この時期にエンブレムが変更され、チャップマンのイニシャルであるACBCの文字は削除された。トヨタは株主として関係を深めていき、エクラ・エクセルにはトヨタ製の部品が供給された。1984年のバーミンガムショーでは、新開発のV8エンジンを搭載し、ジョルジェット・ジウジアーロのデザインによるコンセプトカー「エトナ」を発表したが、市販化にはいたらなかった。
1986年にはゼネラルモーターズ (GM) の傘下に入り、カーエンブレム及び社章にACBCのイニシャルが復活。グループ内のスポーツカーメーカーとしてシボレー・コルベットZR-1のエンジン設計や、オペル・オメガ、いすゞ・ピアッツァ、いすゞ・ジェミニ、いすゞ・ビッグホーン（スバル の2代目ビッグホーンやホンダのホライゾンなども含む）などのチューニングを担当した。1989年に発売された2代目エラン（タイプM100）では、GMグループ内のメーカーからエンジン＆トランスミッション（いすゞ）、パーツ（ACデルコなど）を調達していた。
1993年に高級スポーツカーブランドのブガッティを所有するロマーノ・アルティオーリに売却されその傘下に入ったがブガッティは1995年に破産し、1996年よりマレーシアの国営自動車メーカー、プロトンの傘下となる。

### エリーゼの成功
1995年に登場したタイプ111エリーゼは大成功となり、ロータス・カーズは経営危機から脱した。エリーゼは当初のローバーエンジンからトヨタエンジンへ変更しつつ、クーペボディのエキシージ、GM製のターボエンジンを搭載したヨーロッパSなどの派生車種を展開した。2009年には上級車種として、14年ぶりのブランニューモデルとなるエヴォーラを発売するまでに至った。

### ダニー・バハーの拡張路線
2009年、フェラーリの副社長だったダニー・バハーがCEOに就任し、シトロエン・C3やフェラーリ・458イタリアを手掛けたドナート・ココをデザインディレクターに迎えた。2010年のパリ・モーターショーでは、エスプリ、エラン、エリート、エリーゼ、エテルネ（Eterne）の5モデルものコンセプトカーを発表。ライトウェイト・スポーツから高級スポーツカーまで車種を揃える意欲を見せた。
2012年、プロトンがDRB-ハイコム傘下に買収されると、赤字を計上し続けるロータスの売却が噂されるようになり、6月にはバハーがCEOを解任された。今後は事業計画を縮小し、5モデルのうちエスプリ以外は計画中止になるのではないかと見られる。2017年5月には中華人民共和国の浙江吉利控股集団が、プロトン・ホールディングスの株式49.9%を取得しDRB-ハイコムに次ぐ株主となり、ロータスの株式も51%を取得して筆頭株主となった。

## 車種一覧

### 現行車種

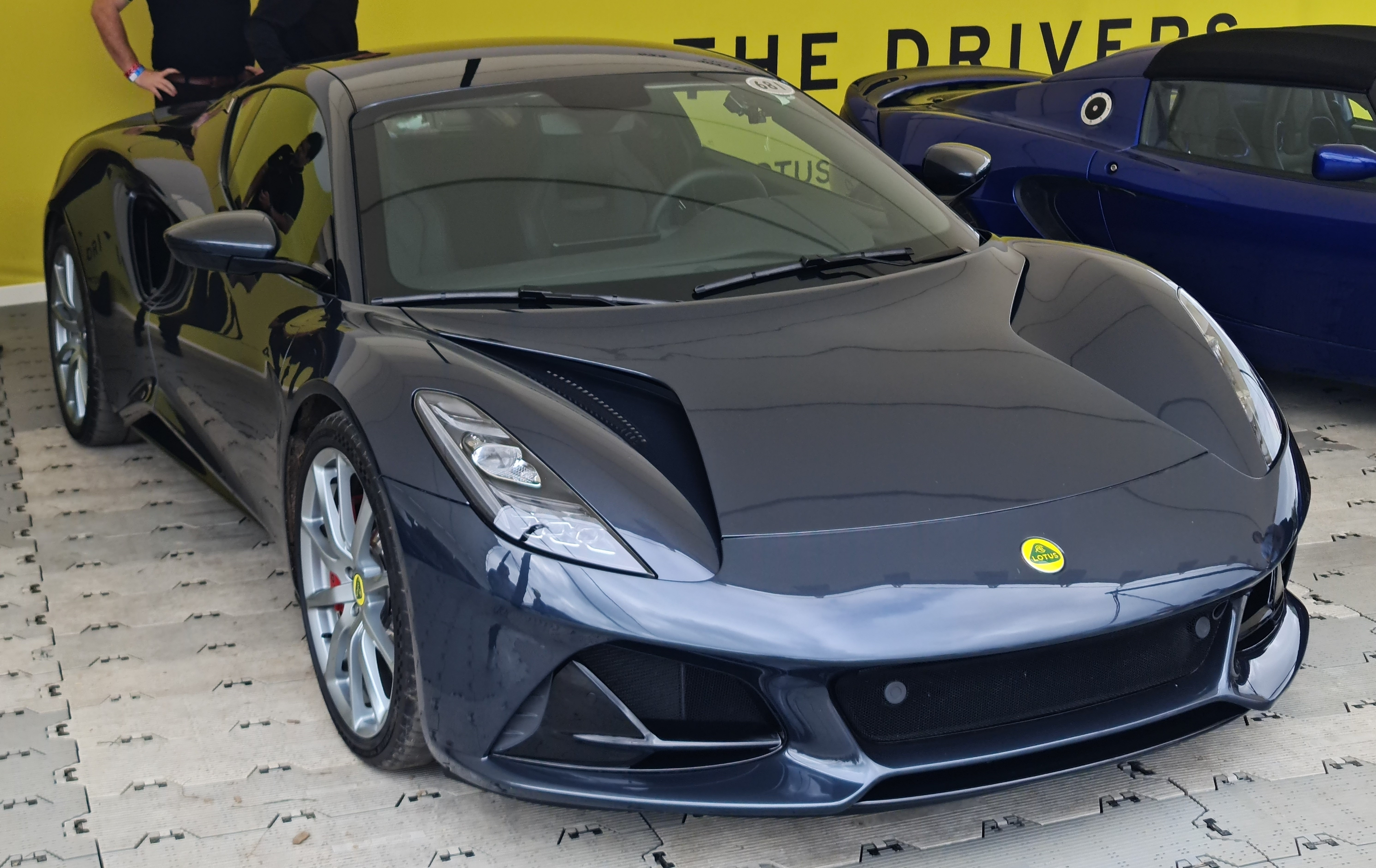
エミーラ

- エミーラ（2021年）- エリーゼ、エキシージ、エヴォーラの後継車。AMG製M139型（2.0L 直4ターボ）エンジンもしくはトヨタ製2GR-FE型（3.5L V6）エンジンが搭載される。
- エヴァイヤ（2021年）- ロータス初の電気自動車。
- エレトレ（2022年）- 電気自動車。ロータス初の4ドアかつSUV。
- ロータス・エメヤ（英語版）（2023年）- 電気自動車。5ドアサルーン。

### 過去の主な車種

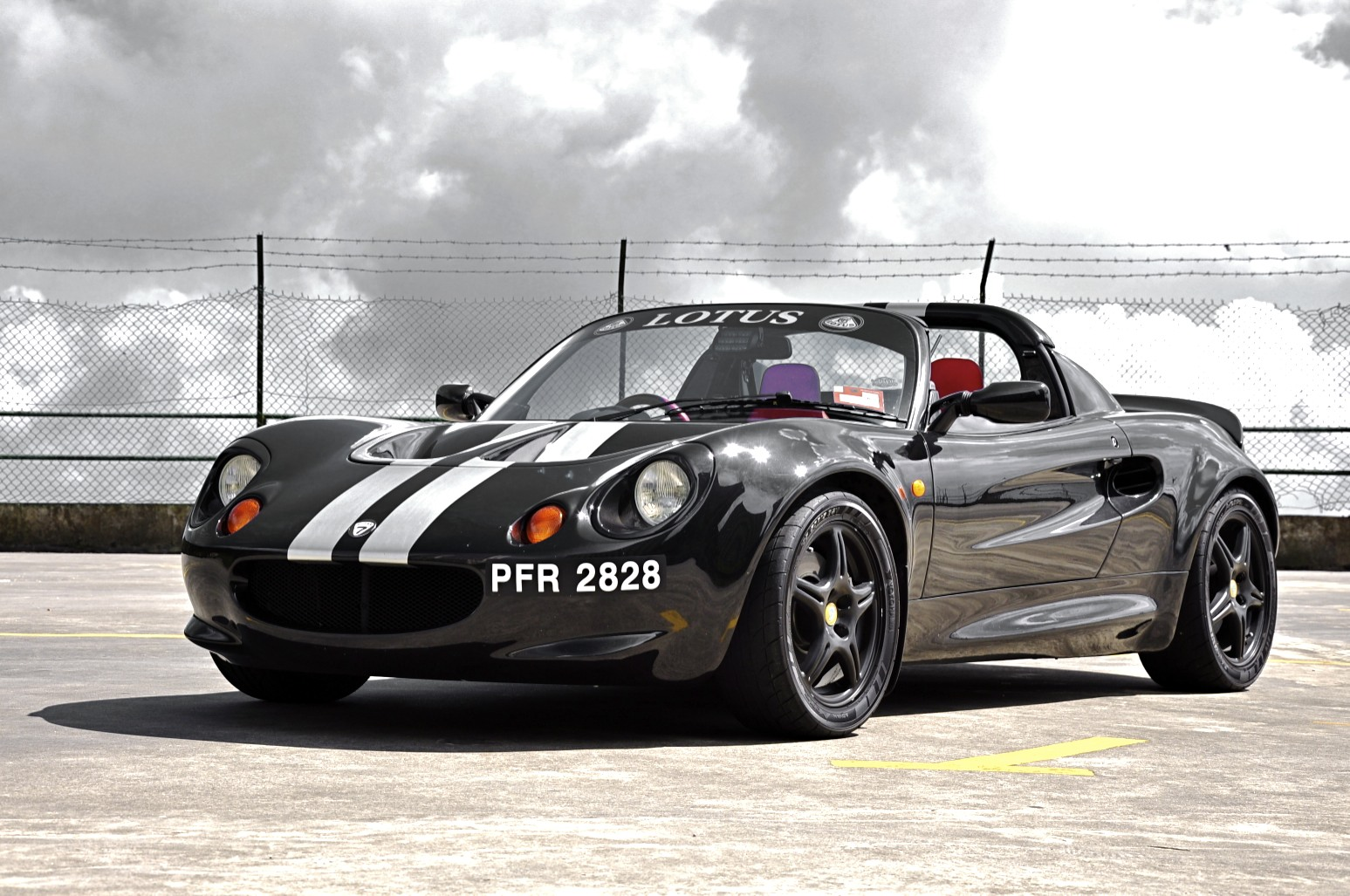
エリーゼS1

- イレブン（英語版） - レーシングカー。
- セブン（1957年） - オープンホイールの純然たるスポーツカー。シリーズ4までモデルチェンジして販売されたのち、ロータスよりセブンのライセンスや生産設備を受け継いだケータハムカーズや、セブンのレプリカがドンカーブート、バーキン、ウェストフィールド（英語版）など、様々な会社によって製造されている。
- エリート（1957年） - ロータス初の高級指向の2/4座スポーツカー。初代は1950年代後半に登場。FRPの一体構造ボディを採用した。2代目は1974年登場。
- エラン（1962年） - バックボーン（背骨）フレームはトヨタ・2000GTが手本としたとされる。1989年の2代目エランはいすゞ製4XE1型エンジンを搭載している。その後、この車の生産設備を韓国の起亜自動車へ売却した。キア・ビガートも参照のこと。
- ヨーロッパ（1966年） - 漫画『サーキットの狼』にて日本でも知られる。極めて低いシルエットを持つ。S1、S2、TC、SPの4タイプがある。
- エクラ（1975年） - 2代目エリートのファストバック版。
- エスプリ（1975年） - ジョルジェット・ジウジアーロのデザイン代表作の1つ。007シリーズ『007 私を愛したスパイ』にて水陸両用車が登場したことでも知られる。
- エクセル（1982年） - エクラの後継車種。当初は「エクラ・エクセル」と呼ばれた。
- エリーゼ（1995年） - 2シーターロードスター。エミーラ登場以前におけるロータスの主力モデルであった。
- エキシージ（2000年） - エリーゼの高性能モデル。専用のエアロパーツを纏う。
- 340R（2000年）- エリーゼの特別モデル。ルーフやドアが無く、340台限定で製造された。
- ヨーロッパS（2006年） - 上述のヨーロッパとは異なり、「ビジネスクラスGT」を謳う。
- 2-イレブン（2007年） - エキシージをベースにしたエアコン・ヒーターなしのサーキット専用車。ロードカーも存在。
- エヴォーラ（2009年） - 2+2のミッドシップ・スポーツカー。エスプリ以来の上級モデル。
- イクオス・タイプ125（英語版、イタリア語版）（2010年） - シングルシーター、オープンホイールボディのサーキット走行専用車。10台のみ製造された。
- 3-イレブン（2015年）- 2−イレブンの後継車種。トヨタ製2GR-FE（3.5リッターV6）エンジンを搭載し、パワーウェイトレシオは2.0Kg/PSを誇る。

### コンセプトカー
- エスプリ（1972年）
- エトナ（英語版）（1984年）
- エラン M200（1991年）
- エモーション（1991年）
- M250（1999年）
- エクストリーム（2000年）
- エキシージ265E（2006年）
- APX（英語版）（2006年）
- ホットウィール（2007年）
- エトス（英語版）（2010年)）
- エラン コンセプト（2010年）
- エテルネ（2010年）
- エスプリ（2010年）
- エリーゼ（2010年）
- エリート（2010年）
- エヴォーラGTE ロードカー（2011年）
- エヴォーラGT4（2019年）
- E-R9（2021年）
- セオリー1（英語版）（2024年）

## 社名と車名

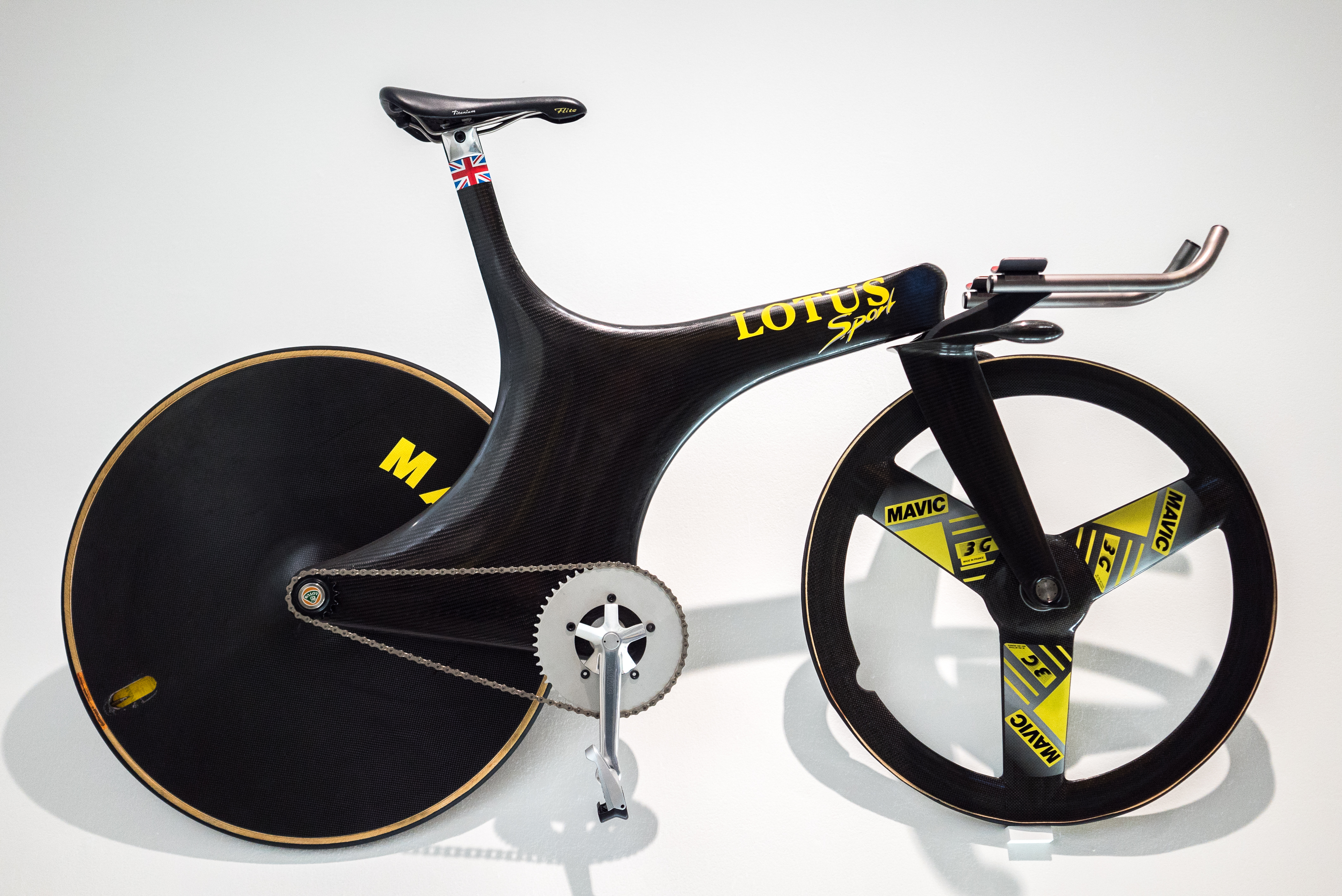
タイプ108（トラックレーサー）

ロータス (Lotus) とは、英語で「蓮」を意味する。グループエンブレムの中にも角の丸い三角として描かれており、創業者のコーリン・チャップマンが仏教思想を取り入れ、「俗世の苦しみから解放されて夢がかなう実」とされる蓮にちなんで名付けたとの説が有力である。エンブレムの「A・C・B・C」は、アンソニー・コーリン・ブルース・チャップマンのイニシャルである。
レーシングカー、スポーツカー、サルーンカーなどを含めて、すべてのロータス車にはタイプナンバーと呼ばれる通し番号が与えられている。初期は「マーク○○」という呼び方だったが、1956年のイレブン以降は「タイプ○○」となっている。車名については、レーシングカーの場合はそのままタイプナンバーで呼ばれるが、市販車の場合はこれにペットネームが加えられる。ペットネームは伝統的にイニシャルがEで始まる。
なお、タイプ76（76とエクラ）、タイプ79（79とエスプリ）、タイプ100（100TとM100系エラン）のように、チーム・ロータスのF1マシンとロータス・カーズの市販車でナンバーが重複するケースもある。
自動車以外の乗り物にもタイプナンバーが付けられている。
- タイプ108（英語版） - カーボン製モノコックフレームを持つトラックレーサー（競技用自転車）。バルセロナオリンピックの4,000 m個人追い抜き種目でクリス・ボードマンが金メダルを獲得した。このタイプ108を一部改修してタイムトライアルバイクにしたものが市販型のタイプ110で、ボードマンがツール・ド・フランスのプロローグの個人タイムトライアルで通算3勝を挙げている。
- タイプ119（英語版） - ソープボックス（動力なし競技車両）。グッドウッド・フェスティバル・オブ・スピードのタイムトライアルで優勝した。

## 日本での販売

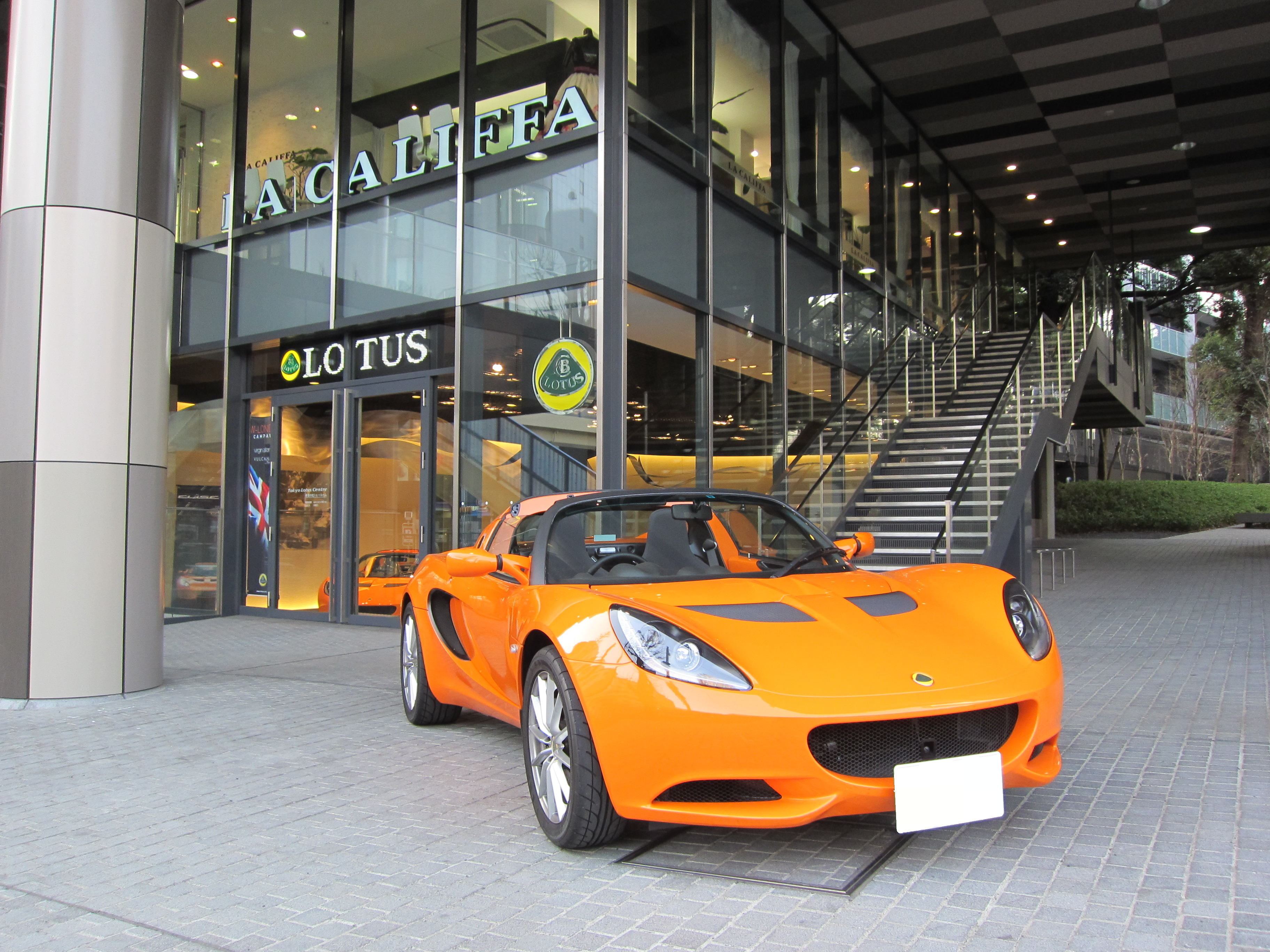
原宿ショウルーム

東京・新橋の商社でメッサーシュミットも扱っていた芙蓉貿易がセブンや初代エリートを輸入していた。1960年代半ばには東急商事（東京・大田区）が輸入代理店となり、エランや初期のヨーロッパを輸入した。1972年からはアトランテック商事（現・アトランティックカーズ）が正規の輸入者となったが、1990年代中盤には取り扱いをやめてしまい、そのため初期型の111エリーゼのほとんどは並行輸入となった。1999年から2002年まではケイアンドエムが輸入権を有していた 。
2003年2月、オートトレーディングルフトジャパンが、子会社「エルシーアイ」を設立し、輸入販売を開始した。エルシーアイは2005年4月、株式の51%を取得したVTホールディングスの傘下となった。
なお日本国内には、1975年に設立された自動車整備業者の全国組織「ロータスクラブ」（LOTAS CLUB）があるが、商号の綴りも異なり、ロータス・カーズとは無関係である。

## モータースポーツ

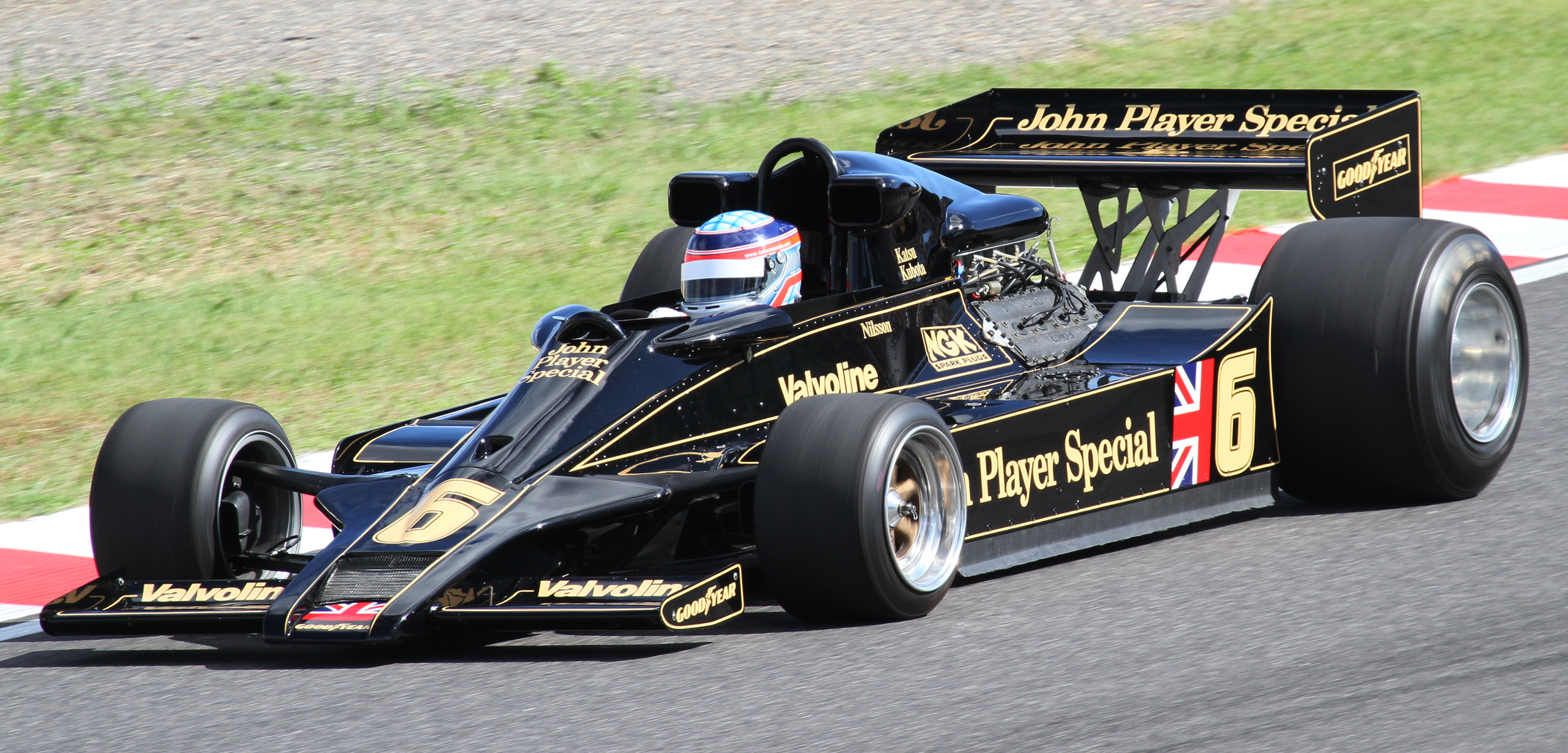
ロータス・78はグラウンド・エフェクト技術の先駆けとなり、現代的な空力思想の礎を築いた

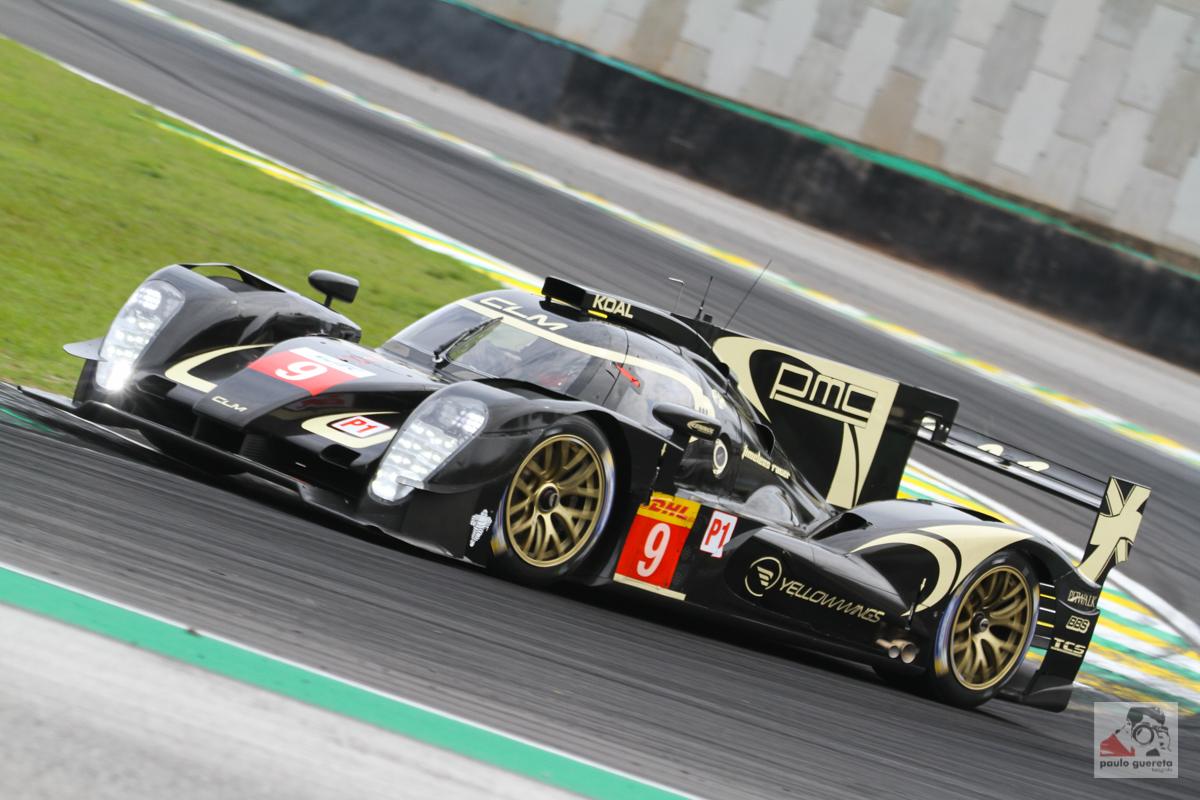
ロータス・CLM P1/01（2014年）

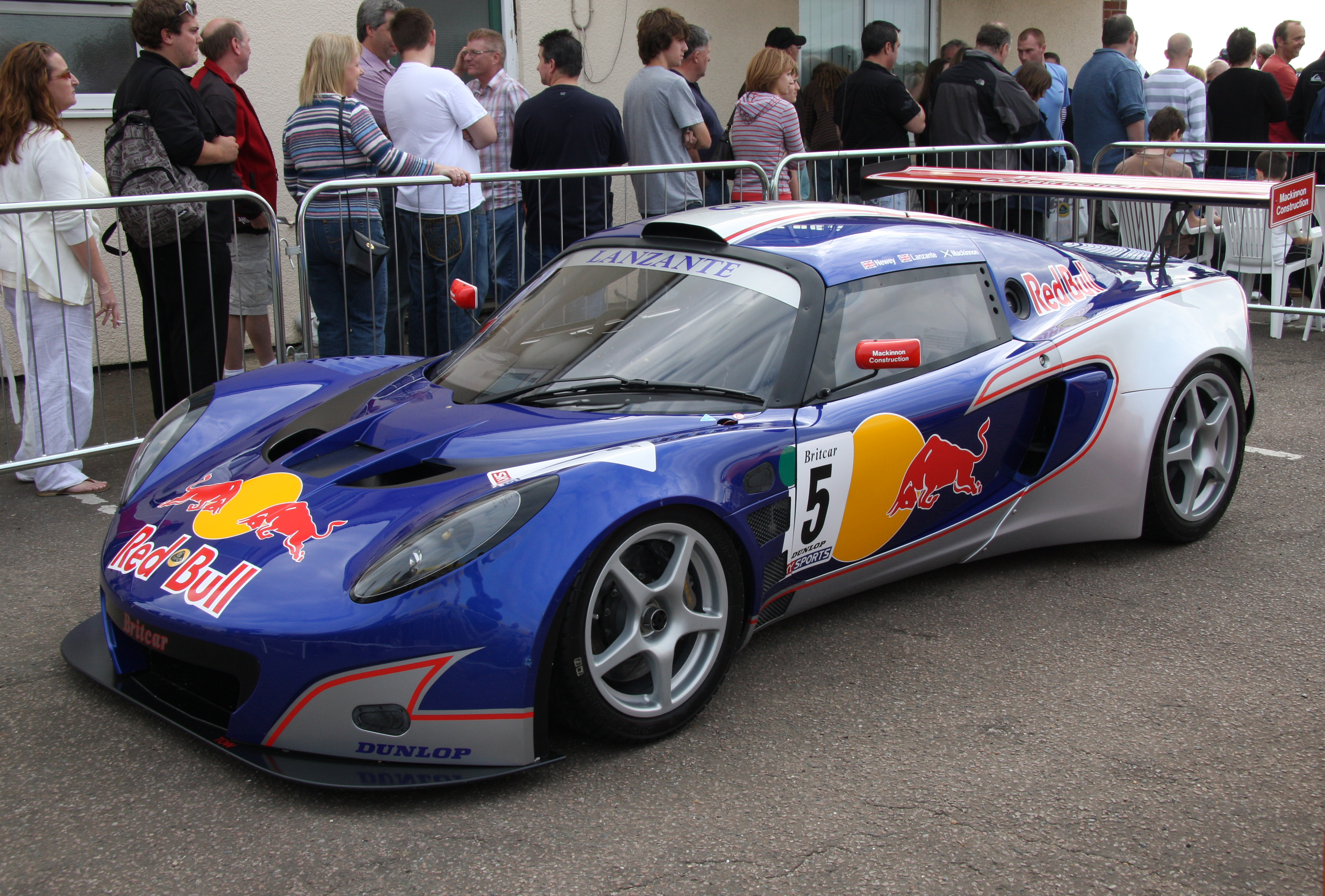
エキシージGT3

ロータスのレース活動は1954年に発足したチーム・ロータスが行っていたが、グループ・ロータスの中でもチャップマンの家族経営的な組織に位置づけられていた。グループ内でレーシングカー開発・製造を行っていたロータス・コンポーネンツは1971年に閉鎖され、スタッフはシャシーコンストラクターの「グループ・レーシング・デベロップメント (GRD) 」を設立した。
1982年のコーリン・チャップマンの死後、遺族はグループ・ロータスを売却したが、チーム・ロータスは手元に残した。その後、チャップマン家はチーム運営からも手を引き、1992年に長男のクライブ・チャップマンがヒストリックレーサーのメンテナンス事業を行う「クラシック・チーム・ロータス」を設立した。チーム・ロータスは資金難により1994年に消滅した。

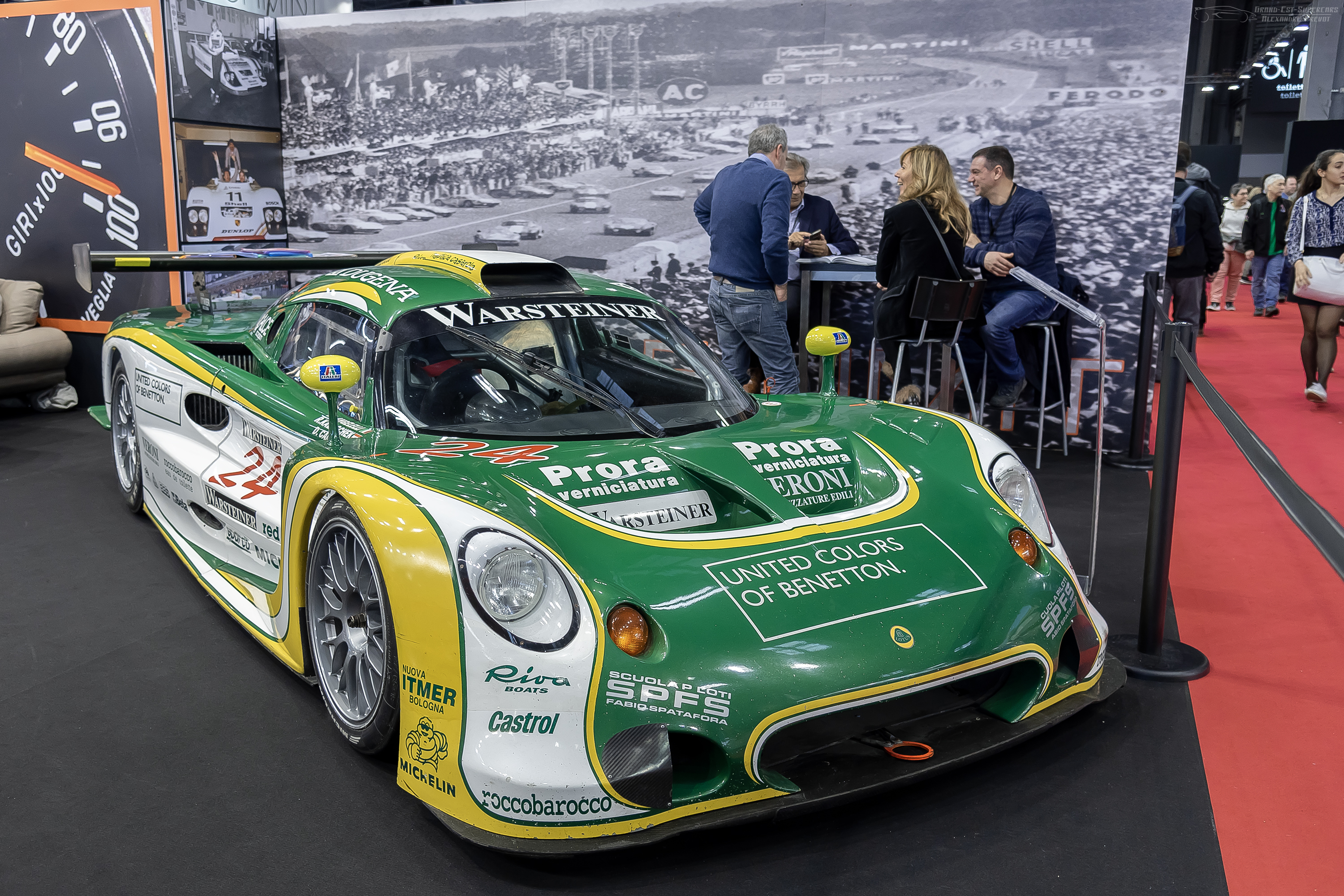
ロータスGT1

この頃のグループ・ロータス（ロータス・カーズ）本体のレース活動としては、1997〜1998年のFIA GT選手権とル・マン24時間レースへの、GT1車両による参戦がある（チーム名は「ロータス・レーシング」）。
2009年にダニー・バハーが新CEOに就任した後、積極的にモータースポーツに関与するようになった。バハーは以前レッドブルのF1計画に関わり、フェラーリでブランドイメージ戦略を担当した経験を持つ。また、モータースポーツディレクターにはスクーデリア・フェラーリの元広報部長だったクラウディオ・ベロが就任した。
この時期の活動は、既存チーム（メーカー）への支援もしくは提携という形で、レース分野を幅広くカバーしているのが特徴である。車体は1960年代のブリディッシュ・グリーン&イエローのワークスカラーか、1970〜1980年代のJPSカラーを思わせるブラック&ゴールドにペイントされ、名門ロータスの再生をアピールしている。しかし2012年にバハーが解任されると、各カテゴリで一気に手が引かれた。
現在は市販車をベースとしたカテゴリに小規模に供給を行っているに留まっている。以下は2009年から現在までのモータースポーツ活動の記録である。

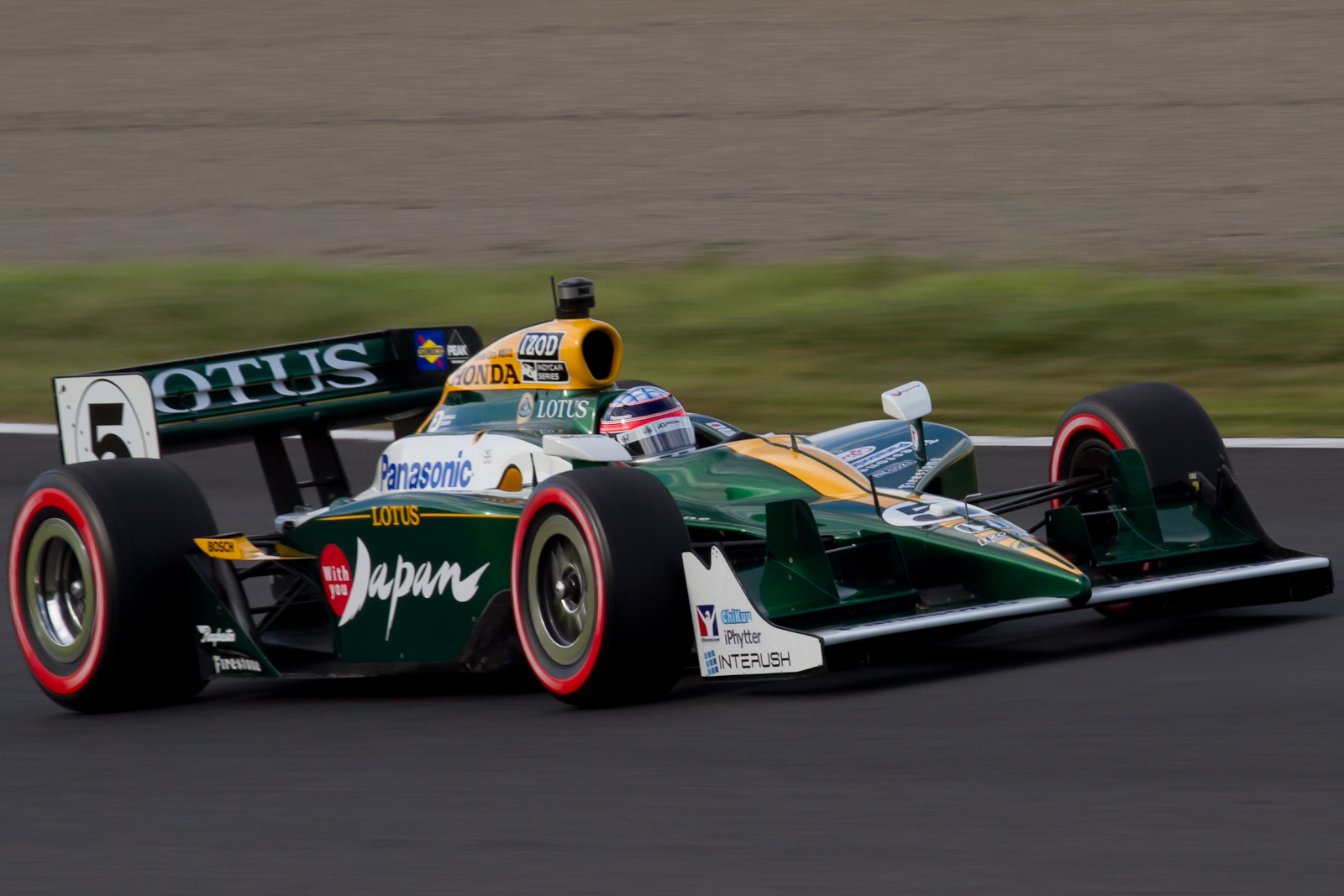
KVレーシングの佐藤琢磨（2011年インディ・ジャパン300）

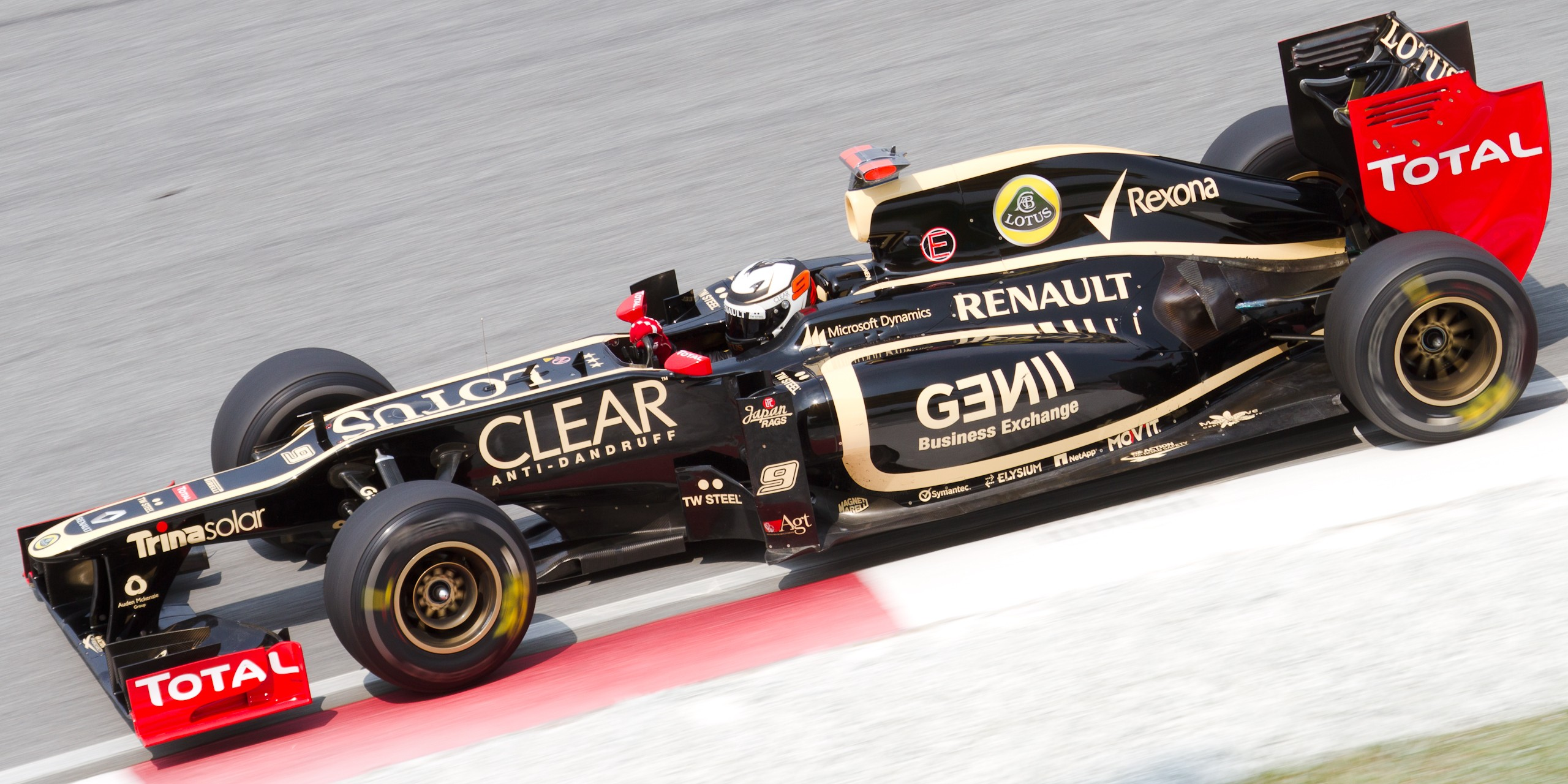
ロータスF1チームのキミ・ライコネン（2012年）

インディカー
2010〜2011年にはインディカー・シリーズのKVレーシング・テクノロジーのスポンサーとなり、佐藤琢磨のマシンがブリティッシュ・グリーンに塗られた。2012年にはジャッドと提携してインディカーにエンジンサプライヤーとして参入し、ブランド大使を務めるジャン・アレジがインディ500にスポット参戦した。しかしエンジンが競争レベルになく、1年限りで撤退した。
F1
F1では2011年にルノーのメインスポンサーになり、チーム名は「ロータス・ルノーGP」とされた。その一方で、一年早く参戦していた新生チーム・ロータス（翌2012年からケータハムF1チームに変更）に対して「ロータス」の名称使用停止を求める訴訟を起こした。この1シーズンの間は、「ロータス」の名を持つチームがF1に2つ存在するという奇妙な状況が続いた。
ロータス・ルノーGPは2012年よりロータスF1チームへ改称したが、同年4月にグループ・ロータスがスポンサーを降りることが決まった。ただし、少なくとも2017年まではロータスの名を用いるとされていた ものの、資金難により2015年のシーズン終了後にルノーに買収されたため、「ロータス」の名称は再びF1から消滅した。
GP2・GP3
ARTグランプリとのジョイント体制を敷き、2011年に「ロータス・ART」、2012年に「ロータスGP」の名でGP2とGP3に参戦した。
スポーツカー
2011年のインターコンチネンタル・ル・マン・カップ (ILMC) のLM-GTE Proクラスに「ロータス・ジェットアライアンス」のエヴォーラが参戦。
2012年はコリン・コレス率いるコデワと組んでFIA 世界耐久選手権 (WEC) のLMP2クラスに参戦（シャシーはローラ・B12/80、エンジンはBMWベース）。2013年にオリジナルシャシー、T128 を出走させた。2014年は新型のCLM P1/01を投入。ロータスとしての参戦はこの年限りとなった。
GT
グループGT3規定が発足したばかりの2006年に、ロータス・カーズの高性能車部門であるロータス・スポーツが開発したエキシージGT3を投入している。2021年には英国のレーシングコンストラクターであるレイ・マロック・リミテッド（RML）社との共同事業により、エミーラのグループGT4車両の供給を開始した。
日本のSUPER GTのGT300クラスでは、ムーンクラフト社がマザーシャシーを用いてエヴォーラをベースとしたマシンを開発し、カーズ東海21が運用。フロントエンジンが前提のマザーシャシーをミッドシップにしたゆえの苦労を重ねたが、予選では多数のポールポジションを獲得。艱難辛苦の末に2020年に富士で初勝利を飾った。
ラリー
グループR-GT規定が発足した当初から開発を行い、エキシージのラリーカーの供給を行っている。

## 脚釈